# ぶいすぽっ! Virtual eSports Project
ぶいすぽっ！ Virtual eSports Project（ぶいすぽバーチャルイースポーツプロジェクト）は、株式会社バーチャルエンターテイメント（株式会社Brave groupのグループ企業）が運営するバーチャルYouTuberプロジェクト。

## 概要
ゲームに本気で取り組むメンバーが集まってesportsの良さを広げていく、次世代 Virtual esports Project。VTuberとしての配信活動、esports 大会への出場、アニメやコミックなど、様々なメディアミックスを展開している。

## 沿革
2018年
- 0.2秒の物語というVTuber・アニメーション・漫画を包括したIPコンテンツ(プロジェクト)として発足。同プロジェクトにゲーミングチーム「Lupinus Virtual Games」「Iris Black Games」「Cattleya Regina Games」が所属する体制で運営されていた。

2020年
- 7月7日、プロジェクト名をVirtual eSports Project「ぶいすぽっ！」に変更。
- 12月4日、ゲーミングチーム所属を割愛して「ぶいすぽ所属」として統一する方針に変更。この方針変更により、以降の加入メンバーはチーム未所属となっている。

2021年
- 4月17日、DeToNatorとコラボレーションを行った。
- 9月23日 - 26日、『VALORANT』のイベントを開催。
- 10月22日、二次創作・動画転載ガイドラインを設置。
- 11月10日、ニコニコ動画に公式チャンネルを設置。
- 12月8日、パソコン製造販売会社サードウェーブは、ぶいすぽっ！コラボモデルPCのリニューアルとともに、「ぶいすぽっ！と仲良しメンツでガレリアウェルカムパーティ Presented by GALLERIA」というゲーム配信企画を行った。
- 12月29日、株式会社ゲオホールディングスは、ぶいすぽっ！とタイアップしたゲーム実況配信イベント「ぶいすぽっ！令和3年最後の特別企画☆ゲームNo.1は誰だ！」を開催。

2022年
- 1月1日、特集雑誌『VTuberスタイル　ぶいすぽっ！BOOK　A版・B版』がコンビニエンスストアのローソン限定で販売。同時に、ローソンコラボとして店内アナウンスをメンバーが担当するなどが行われた。
- 8月11日 - 14日、初のオフラインイベントとなる．神田明神納涼祭りとのコラボレーションイベントを開催。
- 12月31日、ぶいすぽの新ロゴを発表。

2023年
- 1月25日 従来のメンバー採用フローを拡張し、オーディション合格後にスキルアップを行う「努力枠」を「ぶいすぽ研究生制度」に変更。
- 5月8日 「ぶいすぽっ！」メンバー3Dお披露目の配信日程を公開。
- 6月10日、FPSゲーム『VALORANT』の国際大会「VALORANT Masters Tokyo 2023」の公式応援アンバサダーに就任。
- 6月18日、ストリーマー「濃いめのあかりん」がVTuber「夢野あかり」としてぶいすぽっ！加入を発表。
- 8月12日、英語圏に向けて「VSPO! EN」と中華圏に向けて「卟啵电竞project（VSPO! CN）」のグローバルオーディションを開始。
- 10月31日‐11月5日、茨城県河内町金江津小学校にてオフラインイベント「ぶいすぽっ！文化体育祭」を開催。

2024年
- 6月24日、6月30日に英語圏プロジェクト『VSPO! EN』が始動し3名のデビューすることと、7月1日に公式ファンクラブ『ぶいすぽっ！ファンクラブ』を開設することを発表。その後延期を発表し、8月1日に公式ファンクラブがリリース予定。
- 8月6日 - 9月2日、ファミリーマートとタイアップ。コラボハイチュウ販売。
- 12月25日、ぶいすぽっ！所属タレントの累計登録者が1000万人を突破した。それを記念して、ホームページが公開され、名古屋、大阪、秋葉原の３つ都市での記念トラックの走行が決定などが行われた。

2025年
- 3月22日(土)・23日(日) - 『VSPO! SHOWDOWN powered by RAGE』を両国国技館にて開催。

## 所属タレント
以下、本節について個別の記述がないものはすべてぶいすぽっ!公式サイトを出典としている

### ぶいすぽっ! Virtual eSports Project
| 名前                             | 誕生日   | 活動開始日                       | 備考                                   |
| -------------------------------- | -------- | -------------------------------- | -------------------------------------- |
| 花芽すみれ （かが すみれ）       | 4月2日   | 2018年10月11日                   | チーム「Lupinus Virtual Games」所属    |
| 花芽なずな （かが なずな）       | 4月2日   | 2018年10月11日                   | チーム「Lupinus Virtual Games」所属    |
| 小雀とと （こがら とと）         | 10月10日 | 2019年4月17日                    | チーム「Lupinus Virtual Games」所属    |
| 一ノ瀬うるは （いちのせ うるは） | 12月23日 | 2019年4月19日                    | チーム「Lupinus Virtual Games」所属    |
| 胡桃のあ （くるみ のあ）         | 2月13日  | 2020年3月14日                    | チーム「Iris Black Games」所属         |
| 兎咲ミミ （とさき みみ）         | 3月3日   | 2020年7月4日                     | チーム「Cattleya Regina Games」所属    |
| 空澄セナ （あすみ せな）         | 1月18日  | 2020年7月19日                    | チーム「Cattleya Regina Games」所属    |
| 橘ひなの （たちばな ひなの）     | 11月11日 | 2020年8月14日                    | チーム「Iris Black Games」所属         |
| 英リサ （はなぶさ りさ）         | 6月3日   | 2020年8月15日                    | チーム「Cattleya Regina Games」所属    |
| 如月れん （きさらぎ れん）       | 5月5日   | 2020年10月18日                   | チーム「Iris Black Games」所属         |
| 神成きゅぴ （かみなり きゅぴ）   | 5月18日  | 2021年1月9日 （※2020年7月10日 ） | 武装彼女から移籍                       |
| 八雲べに （やくも べに）         | 9月25日  | 2021年4月16日                    |                                        |
| 藍沢エマ （あいざわ えま）       | 1月31日  | 2021年9月18日                    |                                        |
| 紫宮るな （しのみや るな）       | 2月22日  | 2021年9月26日                    |                                        |
| 猫汰つな （ねこた つな）         | 11月27日 | 2022年6月24日                    |                                        |
| 白波らむね （しらなみ らむね）   | 3月21日  | 2022年8月25日                    |                                        |
| 小森めと （こもり めと）         | 12月10日 | 2023年2月1日 （※2020年5月23日）  | 774 inc.（現在のななしいんく）から移籍 |
| 夢野あかり （ゆめの あかり）     | 5月5日   | 2023年6月21日 （※2020年9月18日） | 加入以前はフリーランスの動画配信者     |
| 夜乃くろむ （やの くろむ）       | 6月16日  | 2023年11月24日                   |                                        |
| 紡木こかげ （つむぎ こかげ）     | 10月26日 | 2024年3月19日                    | グループ初の研究生からの合格者         |
| 千燈ゆうひ （せんどう ゆうひ）   | 12月3日  | 2024年5月2日                     |                                        |
| 蝶屋はなび （ちょうや はなび）   | 4月9日   | 2024年11月2日                    |                                        |
| 甘結もか （あまゆい もか）       | 2月26日  | 2024年11月2日                    |                                        |

### VSPO! EN
| 名前                                        | 誕生日  | 活動開始日    | 備考 |
| ------------------------------------------- | ------- | ------------- | ---- |
| Remia Aotsuki 青月レミア（あおつき れみあ） | 2月3日  | 2024年6月30日 |      |
| Arya Kuroha 黒刃アリヤ（くろは ありや）     | 9月22日 | 2024年6月30日 |      |
| Jira Jisaki 地崎ジラ（じさき じら）         | 11月4日 | 2024年6月30日 |      |
| Narin Mikure 美暮ナリン（みくれ なりん）    | 12月9日 | 2024年8月25日 |      |
| Riko Solari ソラリリコ（そらり りこ）       | 3月24日 | 2024年8月25日 |      |

### 卟啵电竞project(VSPO! CN)
| 名前                           | 誕生日     | 活動開始日    | 備考 |
| ------------------------------ | ---------- | ------------- | ---- |
| 小针彩 （Kohari Aya）          | 4月14日    | 2024年8月28日 |      |
| 白咲露理 （Shirasaki Tsuyuri） | 12月6日    | 2024年8月28日 |      |
| 帕妃 （Pafi）                  | 旧暦5月5日 | 2024年8月28日 |      |
| 千郁郁 （Sen）                 | 9月20日    | 2024年8月28日 |      |
| 日向晴 （Haru）                | 11月19日   | 2025年4月27日 |      |

## 大会・イベント実績
ここでは主な実績について取り上げる。

### PUBG
| 日付           | 名称                                            | 実績    | メンバー                                                             |
| -------------- | ----------------------------------------------- | ------- | -------------------------------------------------------------------- |
| 2018年10月20日 | 第1回VTuber最協決定戦                           | 優勝    | 花芽すみれ、花芽なずな、青猫えいむ、幡多乃ちゃろ                     |
| 2019年8月28日  | A-SCRIM Group B                                 | 総合1位 | Lupinus Virtual Games 花芽すみれ、花芽なずな、小雀とと、一ノ瀬うるは |
| 2023年9月2日   | 第4回 Rakuten esports cup ⼤争奪戦 夏のおもひで | 優勝    | 小雀とと、AlphaAzur、SPYGEA、リモーネ先生                            |

### Apex Legends
| 日付          | 名称                                      | 実績 | メンバー                           |
| ------------- | ----------------------------------------- | ---- | ---------------------------------- |
| 2020年7月24日 | Rage×Legion Doujou Cup                    | 優勝 | 一ノ瀬うるは、渋谷ハル、白雪レイド |
| 2020年8月29日 | 第1回 Crazy Raccoon Cup                   | 優勝 | 花芽すみれ、shomaru7、BobSappAim   |
| 2020年11月1日 | 第2回 Crazy Raccoon Cup                   | 優勝 | 花芽すみれ、Ras、Cornn             |
| 2021年10月9日 | 第7回 Crazy Raccoon Cup                   | 優勝 | 胡桃のあ、常闇トワ、Cpt            |
| 2022年9月18日 | 第9.5回 Crazy Raccoon Cup                 | 優勝 | 花芽すみれ、一ノ瀬うるは、Cpt      |
| 2022年12月3日 | 第2回 Rakuten esports cup 家電争奪戦      | 優勝 | 胡桃のあ、白波らむね、TIE_Ru       |
| 2023年4月15日 | VTuber最協決定戦 Ver.APEX LEGENDS Season5 | 優勝 | 胡桃のあ、兎咲ミミ、樋口楓         |

### Rainbow Six Siege
| 日付          | 名称                                                      | 実績 | メンバー                                                         |
| ------------- | --------------------------------------------------------- | ---- | ---------------------------------------------------------------- |
| 2022年1月30日 | Crazy Raccoon Cup Rainbow Six Siege presented by X-MOMENT | 優勝 | 花芽すみれ、橘ひなの 、葛葉、だるまいずごっど、Kamito            |
| 2022年2月26日 | R6 ロイヤルフラッシュ by X-MOMENT                         | 優勝 | 神成きゅぴ、イブラヒム、エクス・アルビオ、白雪レイド、BobSappAim |

### Minecraft
| 日付          | 名称                                      | 実績 | メンバー                                                       |
| ------------- | ----------------------------------------- | ---- | -------------------------------------------------------------- |
| 2021年9月19日 | 秋のマイクラ プレミアム ステージ（2日目） | 優勝 | 花芽すみれ、橘ひなの、花芽なずな、神成きゅぴ、英リサ、兎咲ミミ |
| 2021年9月19日 | 秋のマイクラ プレミアム ステージ（2日目） | MVP  | 兎咲ミミ                                                       |

### VALORANT
| 日付                | 名称                                | 実績 | メンバー                                               |
| ------------------- | ----------------------------------- | ---- | ------------------------------------------------------ |
| 2022年2月12 - 13日  | 第2回 Crazy Raccoon Cup             | 優勝 | 紫宮るな、VanilLa、うるか、叶、わいわい                |
| 2022年11月12 - 13日 | 第4回 Crazy Raccoon Cup             | 優勝 | 胡桃のあ、橘ひなの、Cpt、うるか、Kamito                |
| 2023年7月15 - 16日  | 第5回 Crazy Raccoon Cup             | 優勝 | 一ノ瀬うるは、猫汰つな、白波らむね、Cpt、BobSappAim    |
| 2023年11月11 - 12日 | 第7回 Crazy Raccoon Cup             | 優勝 | 猫汰つな、MOTHER3、Kamito、ta1yo、Ras                  |
| 2023年11月19日      | VTuber最協決定戦 Ver.VALORANT Act.1 | 優勝 | 英リサ、小森めと、風楽奏斗、獅子堂あかり、本間ひまわり |

### Project F
| 日付          | 名称                    | 実績 | メンバー                                      |
| ------------- | ----------------------- | ---- | --------------------------------------------- |
| 2023年8月13日 | 第1回 Crazy Raccoon Cup | 優勝 | 兎咲ミミ、天鬼ぷるる、k4sen、渋谷ハル、ボドカ |

### ストリートファイター6
| 日付             | 名称                                         | 実績              | メンバー                                                                                             |
| ---------------- | -------------------------------------------- | ----------------- | --- |
| 2024年5月12日    | 第4回 Crazy Raccoon Cup                      | 優勝              | 胡桃のあ(ありけん)、ボンちゃん、うるか(sasatikk)、Kinako(ももち)、Clutch_Fi(あきら)、渋谷ハル(ACQUA) |
| 2025年1月12日    | 第14回TOPANGAチャリティーカップ              | 7位タイ/853チーム | チーム名：圧倒的わたしたち（如月れん、蝶屋はなび、甘結もか、ACQUA、あきら）                          |
| 2025年2月16日    | 第7回 Crazy Raccoon Cup                      | 優勝              | 小森めと(天鬼ぷるる)、うるか（立川）、おぼ（ハイタニ）、SHAKA（あくたがわ）、ウメハラ                |
| 2025年3月29-30日 | VTuber最協決定戦 Ver.STREET FIGHTER 6 第一幕 | 優勝              | 如月れん(フェンリっち)、紡木こかげ(ふ～ど)、赤見かるび(アゴアニキ)、白雪レイド（あきら）             |

## アニメーション
ここでは「ぶいすぽっ！」全体で制作した主な作品を取り上げる。
| タイトル | 公開日         | 公開チャンネル      |
| --- | -------------- | ------------------- |
| VTuberアニメーション「0.2秒の物語」                                                                                  | 2020年2月1日   | 花芽なずな          |
| ぶいすぽっ！オリジナル曲『for Victory!』アニメーションMV【short ver.】。                                             | 2022年12月31日 | ぶいすぽっ!【公式】 |
| 【ぶいすぽっ！】Mr.Music【covered by 小雀とと / 兎咲ミミ / 橘ひなの / 如月れん / 神成きゅぴ / 八雲べに / 藍沢エマ 】 | 2024年2月1日   | ぶいすぽっ!【公式】 |
| 【ぶいすぽっ！】Tell Your World【covered by 花芽すみれ / 空澄セナ / 英リサ / 紫宮るな / 小森めと / 夜乃くろむ】      | 2024年2月1日   | ぶいすぽっ!【公式】 |
| 【ぶいすぽっ！】光るなら【covered by 花芽なずな / 一ノ瀬うるは / 胡桃のあ / 猫汰つな / 白波らむね / 夢野あかり】     | 2024年2月1日   | ぶいすぽっ!【公式】 |
| 【ぶいすぽっ！】オリジナル曲『Queens』【如月れん / 神成きゅぴ / 八雲べに / 猫汰つな】                                | 2025年1月31日  | ぶいすぽっ!【公式】 |
| 【ぶいすぽっ！】オリジナル曲『すうぃーとサプライズ』【兎咲ミミ / 白波らむね / 紡木こかげ / 千燈ゆうひ】              | 2025年1月31日  | ぶいすぽっ!【公式】 |
| 【ぶいすぽっ！】オリジナル曲『Gotcha!!』【一ノ瀬うるは / 空澄セナ / 夢野あかり / 夜乃くろむ】                        | 2025年1月31日  | ぶいすぽっ!【公式】 |
| 【ぶいすぽっ！】オリジナル曲『とんずらいおっと』【英リサ / 藍沢エマ / 紫宮るな / 小森めと】                          | 2025年1月31日  | ぶいすぽっ!【公式】 |
| 【ぶいすぽっ！】オリジナル曲『Shining Phrase！』【花芽すみれ / 花芽なずな / 小雀とと / 胡桃のあ / 橘ひなの】         | 2025年1月31日  | ぶいすぽっ!【公式】 |

## 出版物
電子書籍
- 0.2秒の物語

## 特記事項
イベント参加
- NASEF JAPAN全日本高校eスポーツ選手権 ‐ 胡桃のあが公式応援リーダーに就任。

成人向け二次創作の禁止
2021年6月1日、二次創作ガイドラインの改定が行われ、性的描写および暴力描写が含まれる二次創作が禁止された。
2025年1月28日、所属タレントの性的イラストを販売していた人物を特定して、和解金2000万円の支払いなどを求める示談を成立させた。
一時的な活動停止

2021年9月29日、プロゲーミングチーム・Crazy Raccoonの『VALORANT』におけるモラル違反と規約違反に関連して、所属タレントの八雲べにと花芽すみれにモラル違反に該当する行為があったことを確認、一時的な活動停止並びに事務所による1年間の監視などの処置が発表された。

誹謗中傷対策
- 2023年4月3日に、誹謗中傷対策についての説明が行われた。2021年12月から2023年3月までの期間に誹謗中傷144件を対応。悪質なものは法的措置を講じて和解に至ったケースも報告された。また一般の方々からの、ぶいすぽっ!公式ページに設置された「攻撃的行為に関する相談・通報窓口」への通報で迅速な対応が取れたことに対して感謝が述べられた。
- 2023年10月12日、「所属タレントに対する誹謗中傷行為等への対応状況について」をSNSのXに掲載し、誹謗中傷行為・プライバシー侵害を含む記事を多数掲載していた人物を特定し、投稿記事の全件削除、および将来にわたってぶいすぽっ！を含む同社グループの所属タレントに対する記事を掲載しないこと、116万4300円の賠償金を支払うことを同意させ、示談金も全額回収したことを伝えた。
- 2023年10月1日‐2024年9月30日までに47件の発信者情報開示請求を行い、ネット掲示板「5ちゃんねる」などにて所属タレントに対して「誹謗中傷、プライバシー侵害を含む記事」を多数掲載した複数の人物を特定し、投稿記事を全て削除し将来においても投稿しないこと、最大238万6490円を請求する多数の示談が成立し、その多くで示談金が回収されたことが報告された。